# Чюрклунд, Кира
Кира Мари Кристин Чюрклунд (швед. Kyra Marie Christine Kyrklund; род. 30 ноября 1951, Хельсинки, Финляндия) — финский конник, участница шести летних Олимпийских игр 1980, 1984, 1988, 1992, 1996 и 2008 годов. Серебряный призёр Всемирных конных игр 1990 года в личной выездке, обладательница Кубка мира по выездке 1991 года в Париже (выступала на лошади по кличке Матадор II).

## Биография
Конным спортом увлеклась после инцидента: Кира однажды решила съездить в гости к крёстной матери на тягловой лошади, но упала и сломала руку. В конном спорте с 16 лет, в 1967 году дебютировала в Кубке Скандинавских стран в Лахти. Выступала на жеребце по кличке Дракон, завоевала с ним личную серебряную медаль и помогла сборной Финляндии победить в Кубке. Далее тренировалась в Германии под руководством Вальтера Кристенсена и Герберта Ребайна, выступила на шести Олимпийских играх. Известна по выступлению с жеребцом по кличке Матадор (1979—2002), с которым завоевала в 1990 году серебряную медаль на Всемирных конных играх (чемпионате мира) в Стокгольме и выиграла Кубок мира в Париже в 1991 году. Чемпионка Финляндии (1972, 1976, 1977, 1978, 1979, 1983, 1986, 1987, 1988 и 1989).
Проживает в Суррее со своим мужем Ричардом Уайтом, работает тренером и проводит мастер-классы. Учениками Киры Кюрклунд являются такие конники, как Лесли Морс и Натали Сайн-Витгенштейн-Берлебург. В 2009 году в последний раз Кира Кюрклунд выступила на чемпионате Европы в Виндзоре на 14-летнем жеребце по кличке Макс, заняв 9-е место в Гран-при Спесьяль и 7-е в Гран-при Кюр, после чемпионата Европы завершила карьеру конника. С августа 2010 года сменила Маргит Отто-Крепин на посту президента Международного клуба выездки, представляя интересы конников-участников выездки. Почётный профессор Шведского университета сельскохозяйственных наук.

## Олимпийская статистика
| Выступления на Играх | Выступления на Играх | Выступления на Играх | Выступления на Играх |
| -------------------- | -------------------- | -------------------- | -------------------- |
| Год                  | Город                | Место                | Кличка лошади        |
| 1980                 | Москва               | 5                    | Пикколо              |
| 1984                 | Лос-Анджелес         | 16                   | Нур                  |
| 1988                 | Сеул                 | 5                    | Матадор II           |
| 1992                 | Барселона            | 5                    | Эдинбург             |
| 1996                 | Атланта              | 28                   | Флаин Эдмирал        |
| 2008                 | Пекин                | 8                    | Макс                 |